# Sephena abcina
Sephena abcina är en insektsart som beskrevs av Medler 2000. Sephena abcina ingår i släktet Sephena och familjen Flatidae. Inga underarter finns listade i Catalogue of Life.